# Armenoid ras

Bild ifrån The Races of Europe: A Sociological Study av William Zebina Ripley (1911). Exempel på armenoid ras, libanesisk man från Ripley (1911).

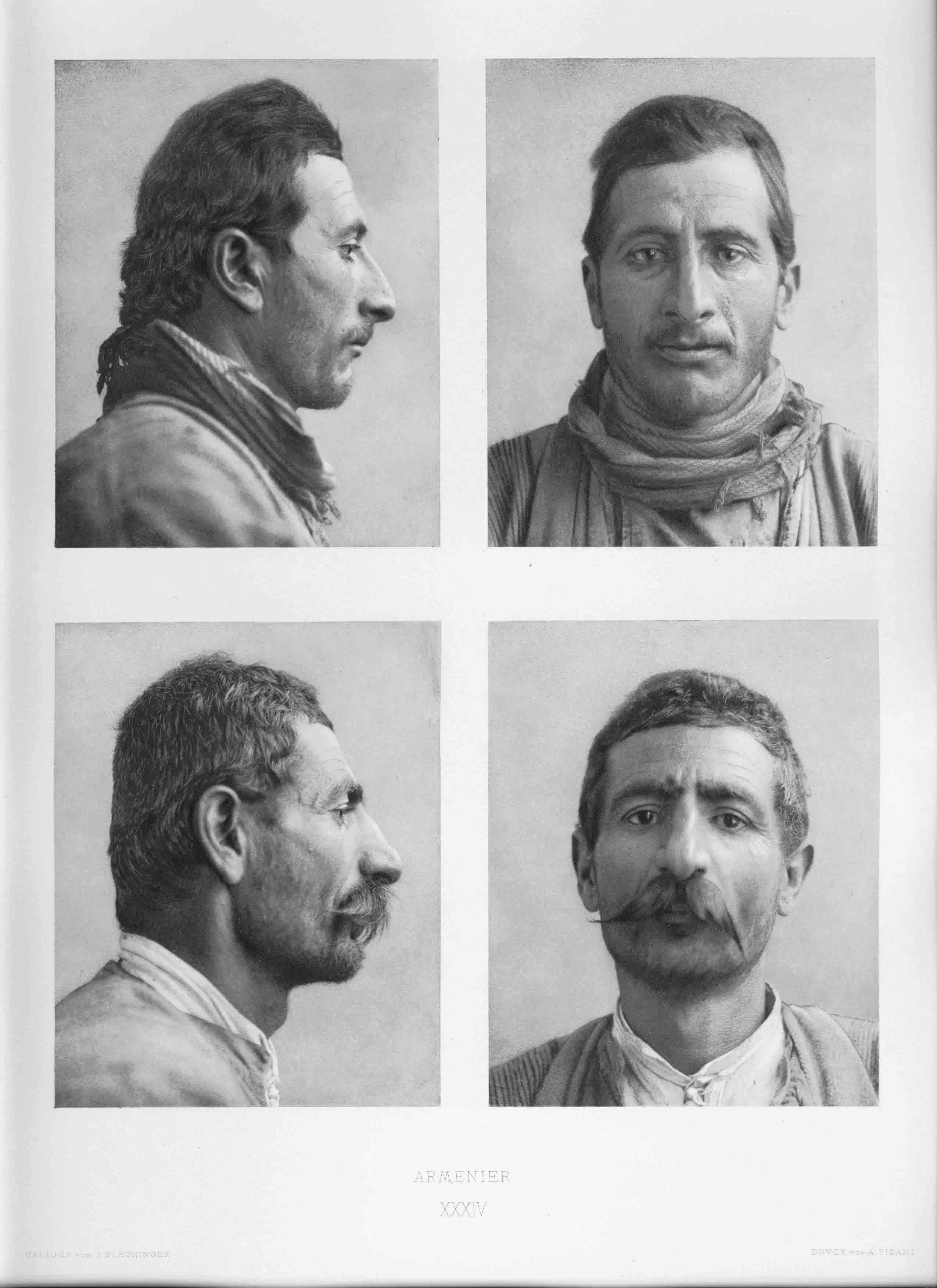
Porträttfotografi på armenier av Felix von Luschan, 1889. I efterhand användes åtminstone det nedre porträttet, av en armenier från dagens Syrien, som illustration av den armenoida rasen i flera antropologiböcker, bland annat i Augustus Henry Keanes Man, Past and Present från 1899.

Armenider var enligt den gamla rasbiologin en gren inom den kaukasoida eller vita rasen och i vissa sammanhang även den semitiska.
Benämningen anses numer föråldrad och används ej då den kan uppfattas som rasistisk. Begreppet "armenid" eller "armenoid" bör i dagens läge ses som en social konstruktion och inte som något biologiskt begrepp, eftersom de anatomiska skillnaderna mellan etniska grupper är så små och otydliga att de inte kan betraktas som skilda raser.
Armenider skulle främst förekommit omkring Kaukasusområdet.

## Karakteristika
Armenider ansågs karakteriseras av svart hår och mörka ögon. Huden ansågs vara ljus eller olivgrön. Armenida fenotypen ansågs likna den dinariska rasen.
Bilden till höger är tagen ifrån The Races of Europe: A Sociological Study av William Zebina Ripley år 1911. Det är en illustration över hur den armenoida rasen kunde se ut enligt rasbiologin. Detta har idag förkastats och kan uppfattas som rasistisk eftersom det grundar sig på rasbiologi, som idag anses vara pseudovetenskap.